# Mobé
Mobé est un village du Cameroun situé dans la région de l'Est et dans le département de la Kadey. Il se trouve plus précisément dans l'arrondissement (commune) de Batouri et dans le quartier de Kako Mbondjo.

## Population
En 2005, le village de Mobé comptait 1 078 habitants dont : 516 hommes et 562 femmes.

## Infrastructures
Le village de Mobé dispose d'un centre de santé assurant la formation du personnel de santé. Les enfants de ce village ont aussi accès à une école primaire publique. Un abattoir a été aménagé.